# La Neuville-d’Aumont
La Neuville-d’Aumont ist eine Commune déléguée in der französischen Gemeinde La Drenne mit 348 Einwohnern (Stand 1. Januar 2022) im Département Oise in der Region Hauts-de-France.
Die Gemeinde La Neuville-d’Aumont wurde am 1. Januar 2017 mit Le Déluge und Ressons-l’Abbaye zur Commune nouvelle La Drenne zusammengeschlossen. Die Gemeinde gehörte zum Arrondissement Beauvais und war Teil der Communauté de communes du Pays de Thelle und des Kantons Chaumont-en-Vexin.

## Geographie
Die im Westen von der Autoroute A16 begrenzte Gemeinde lag rund zehn Kilometer nördlich von Méru und neun Kilometer westlich von Noailles. Zu ihr gehörten die Ortsteile Aumont und Le Bois de Molle.

## Einwohner
| 1962 | 1968 | 1975 | 1982 | 1990 | 1999 | 2006 | 2011 |
| ---- | ---- | ---- | ---- | ---- | ---- | ---- | ---- |
| 100  | 98   | 105  | 119  | 172  | 243  | 265  | 287  |

## Verwaltung

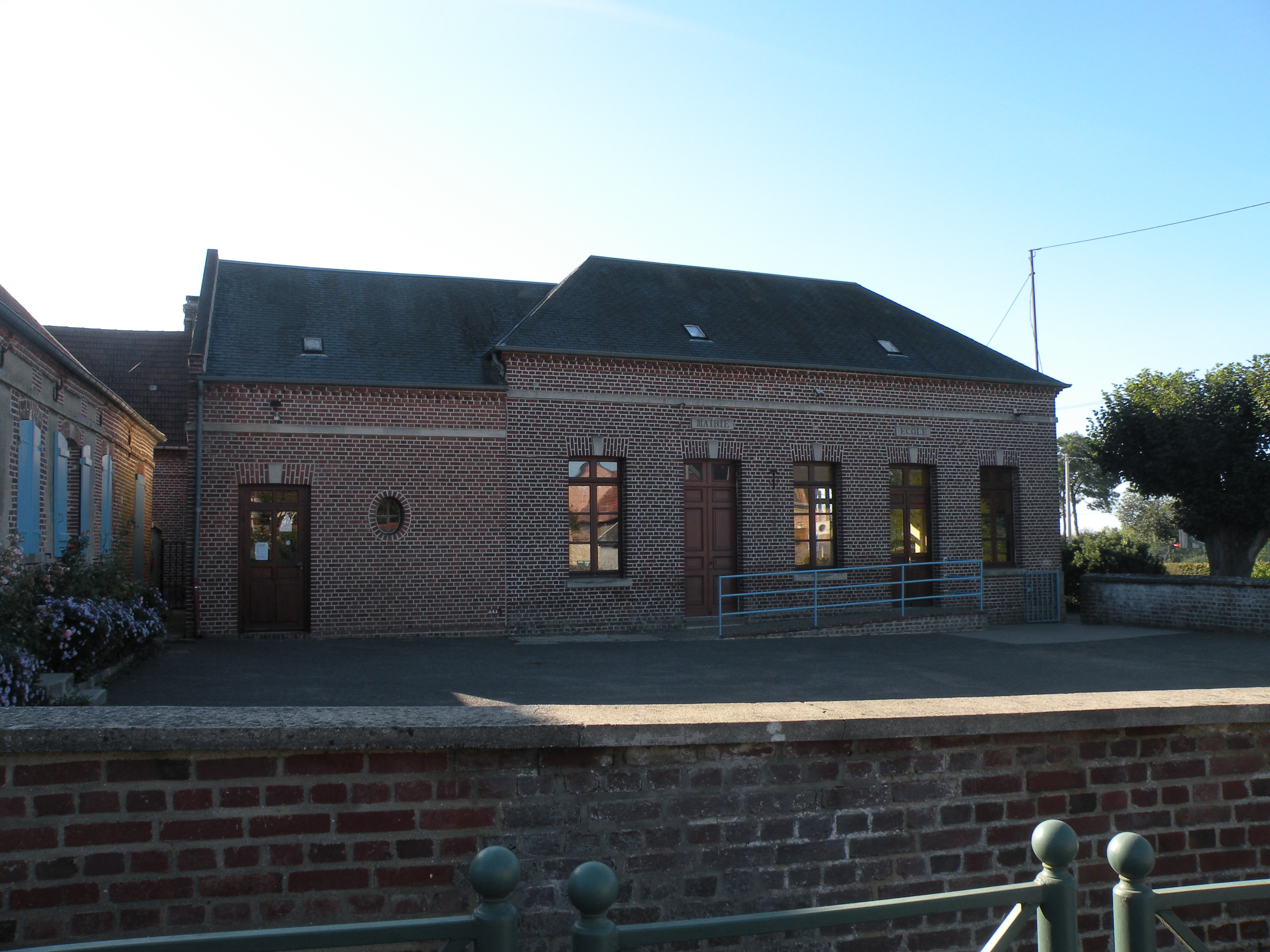
Mairie

Bürgermeister (maire) war seit 2008 Christian Chorier.

## Sehenswürdigkeiten
- teilweise schiefergedeckte Kirche Saint-Nicolas aus dem 13. bis 16. Jahrhundert mit vierjochigem Schiff und zweijochigem Chor und einem nördlichen Seitenschiff, seit 1970 als Monument historique eingetragen[1][2]